# Liandao
Liandao (kinesiska: 连岛, 连岛镇) är en köping i Kina. Den ligger i provinsen Jiangsu, i den östra delen av landet, omkring 310 kilometer norr om provinshuvudstaden Nanjing. Liandao ligger på ön Dongxi Liandao.
Genomsnittlig årsnederbörd är 1 166 millimeter. Den regnigaste månaden är juli, med i genomsnitt 344 mm nederbörd, och den torraste är januari, med 12 mm nederbörd.